# Oppe Sundby Sogn
Oppe Sundby Sogn er et sogn i Frederikssund Provsti (Helsingør Stift).
I 1800-tallet var Oppe Sundby Sogn i Lynge-Frederiksborg Herred anneks til Frederikssund Sogn i Frederikssund Købstad, som geografisk hørte til samme herred. Oppe Sundby dannede senere sognekommune med Snostrup Sogn i Ølstykke Herred. Begge herreder hørte til Frederiksborg Amt. Ved kommunalreformen i 1970 blev Oppe Sundby-Snostrup sognekommune indlemmet i Frederikssund Kommune.
I Oppe Sundby Sogn ligger Oppe Sundby Kirke.
Oppe Sundby Sogn har siden 1981 sammen med Snostrup Sogn udgjort ét pastorat, Oppe Sundby-Snostrup Pastorat.
Pr. 2022 er præsterne Susanne Norsk Østrup Leiding og Mikkel Peter Stub tilknyttet sognet.
I sognet findes følgende autoriserede stednavne:
- Marbæk (bebyggelse)
- Oppe Sundby (bebyggelse)
- Oppe Sundby By (bebyggelse, ejerlav)
- Strandvangen (bebyggelse)
- Vinge (bebyggelse)